# Muncii
Muncii este un cartier situat în sectorul 3 al Bucureștiului, lângă cartierul Dristor. 